# Hugo Odeberg
Hugo Odeberg (7. maj 1898 – 22. december 1973) var en svensk teologisk professor.
Odeberg blev fil.kand. i 1919, teol.kand. 1921 og teol.lic. 1929 ved universitetet i Uppsala. Allerede i 1924 var han dog blevet ph.d. i London, og 1928 ansat ved universitetet i Uppsala som docent i eksegese. Efter i 1932 at være blevet teol.dr. besad han 1933–1964 professoratet i NT-eksegese ved universitetet i Lund.
Blandt Odebergs væsentligste arbejder finder man 3 Enoch or the Hebrew Book of Enoch fra 1928, en kommenteret udgave af det hebraiske skrift 3. Enoks Bog, The Fourth Gospel fra 1929, en studie over de første 12 kapitler af Johannesevangeliet, og The Aramaic portions of Bereshit Rabba samt en aramæisk grammatik, Short grammar of Galilaean Aramaic, begge fra 1939. Centralt for Odebergs akademiske indsats var en interesse for den jødiske mysticisme kombineret med en levende interesse for sprog. Han beherskede således hebraisk, græsk, hollandsk, italiensk , spansk og tysk (han var til 1943 formand for Tysk-Svensk Forening). Han havde filologisk ekspertise i flere af oldtidens sprog, særligt ugaritisk, mandæisk, koptisk, samaritansk og aramæisk.
Mens de ovennævnte bøger næppe fandt udbredelse udenfor snævre faglige kredse vandt mindre skrifter som Fariséism och kristendom fra 1943 (dansk udgave 1973), Tillbaka till Bibeln fra 1944 og Kristus och Skriften fra 1960 (dansk udgave 1969) relativt stor udbredelse også blandt lægfolk. Formodentlig fordi kritikere af historisk-kritisk metode i studiet af Bibelen her fandt en støtte til et verbalinspiratorisk synspunkt eller et konservativt eller ortodokst bibelsyn. På dansk blev Odeberg da også udgivet af bevægelser som Ordet og Israel, Indre Mission og Kristeligt Forbund for Studerende.

## Ekstern henvisning
- MINNESTECKNING ÖVER HUGO ODEBERG Arkiveret 28. oktober 2005 hos  Wayback Machine fra Tidskriften Biblicum nr 1, 1974